# Bryan Camphens
Bryan Camphens (Maassluis, 5 augustus 1990) is een Nederlandse zanger en acteur.

## Carrière

### Theater
Camphens speelde in 2005/2006 de rol van Sproet in de landelijke musicalproductie van Pietje Bell.

### Zanger
Camphens treedt sinds 2006 op met Nederlandstalige muziek. Zo stond hij in het voorprogramma van Nick & Simon, was hij in 2019 de pauze-act van het Vlaardinger Haring & Bierfeest en trad hij met zijn live band op in het voorprogramma van het Kerstcircus in Ahoy Rotterdam.
In september 2019 bracht Camphens zijn debuutsingle genaamd Jij bent mijn hart uit, geschreven en geproduceerd door platenmaatschappij NLFactor. Deze single stond 2 weken (#78 en #22 in week 2) in de Single Top 100 en belandde als nieuwkomer op #185 in de TV Oranje Top 1000. Daarnaast werd de single opgenomen op de Spotify-afspeellijst van de officiële Nederlandse TOP40.
Op 7 maart 2025 werd de single Beter Met Zijn Twee uitgebracht onder het platenlabel Vredenveld & Russchen Music. De single is geschreven en geproduceerd door Jeroen Russchen en Robert Vredenveld, die ook verantwoordelijk waren voor Terug In De Tijd, de hit van Yves Berendse in 2024.

## Discografie
| Single                  | Datum van verschijnen | Single top 100 notering | Hoogste positie |
| ----------------------- | --------------------- | ----------------------- | --------------- |
| Beter Met Zijn Twee     | 7-3-2025              | Ja                      | 61              |
| Jij bent mijn hart      | 6-9-2019              | Ja                      | 22              |
| Wie ben jij?            | 2010                  | Nee                     | n.v.t.          |
| Dat iemand van je houdt | 2010                  | Nee                     | n.v.t.          |